# Țicău, Maramureș
Țicău (în maghiară Szamoscikó) este un sat ce aparține orașului Ulmeni din județul Maramureș, Transilvania, România.

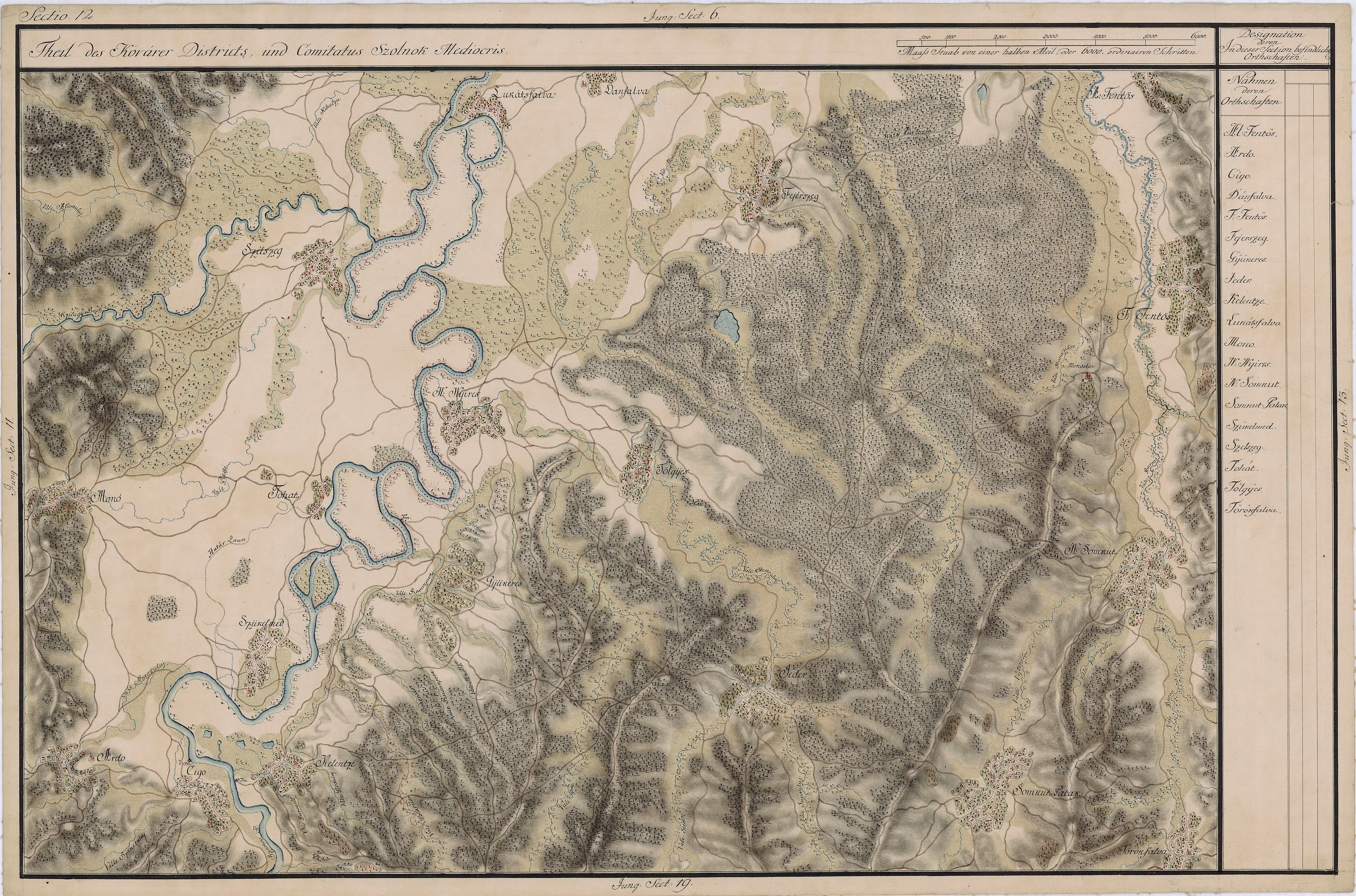
Ţicău în Harta Iosefină a Transilvaniei

Ocupația de bază a locuitorilor este agricultura și zootehnia. Mulți din locuitori lucrează în orașul Ulmeni, situat la o distanță de 3 km. În localitate mai funcționează o școală în cartierul de rromi.

## Istoric
Prima atestare documentară: 1543 (Czÿkofalva). 

## Așezare
Țicău este situat la intrarea râului Someș, în sud-estul județului Maramures, pe drumul județean Baia Mare-Zalău.

## Etimologie
Etimologia numelui localității: din antrop. Țicău (< subst. țicău „vârf de munte, stâncă ascuțită"). 

## Demografie
La recensământul din 2011, populația era de 914 locuitori. 

## Clădiri istorice
- Castelul Pecsi Mihai.